# 空調扇

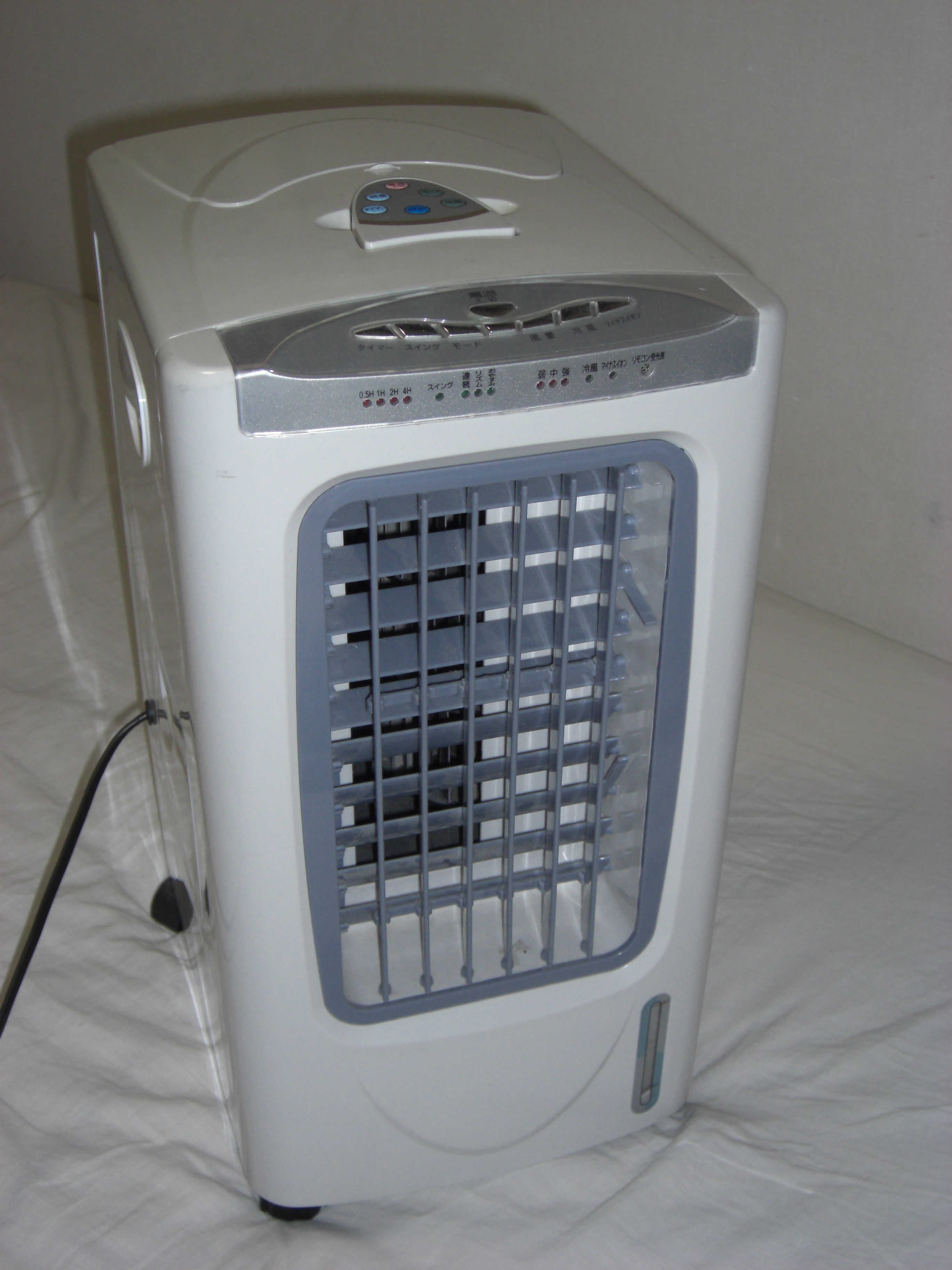
一台空调扇

空调扇，又称冷风扇，是一种具备送风、制冷、取暖和净化空气、加湿等多种功能的家用电器。空调扇一般以水为介质，可以送出暖风和冷风，从而达到取暖和制冷的效果。与空调相比，空调扇运行功率小，不像空调费电，且造价比空调低。

## 缺点
- 只能提供小范围的制冷，无法满足整个房间的制冷需求。
- 空调扇的工作需要用水，而水箱的体积较小，需要不断的加水，使用起来没有空调方便。
- 一旦裝滿水的水冷扇，不小心倒下，可能造成電路短路而故障。